# (1822) Waterman
(1822) Waterman – planetoida z grupy pasa głównego planetoid okrążająca Słońce w ciągu 3 lat i 73 dni w średniej odległości 2,17 au Została odkryta 25 lipca 1950 roku w Goethe Link Observatory (Indiana Asteroid Program) w Brooklynie w stanie Indiana. Nazwa planetoidy pochodzi od Alana Towera Watermana (1892–1967), amerykańskiego fizyka. Przed nadaniem nazwy planetoida nosiła oznaczenie tymczasowe (1822) 1950 OO.